# Théâtre du Nouveau Monde

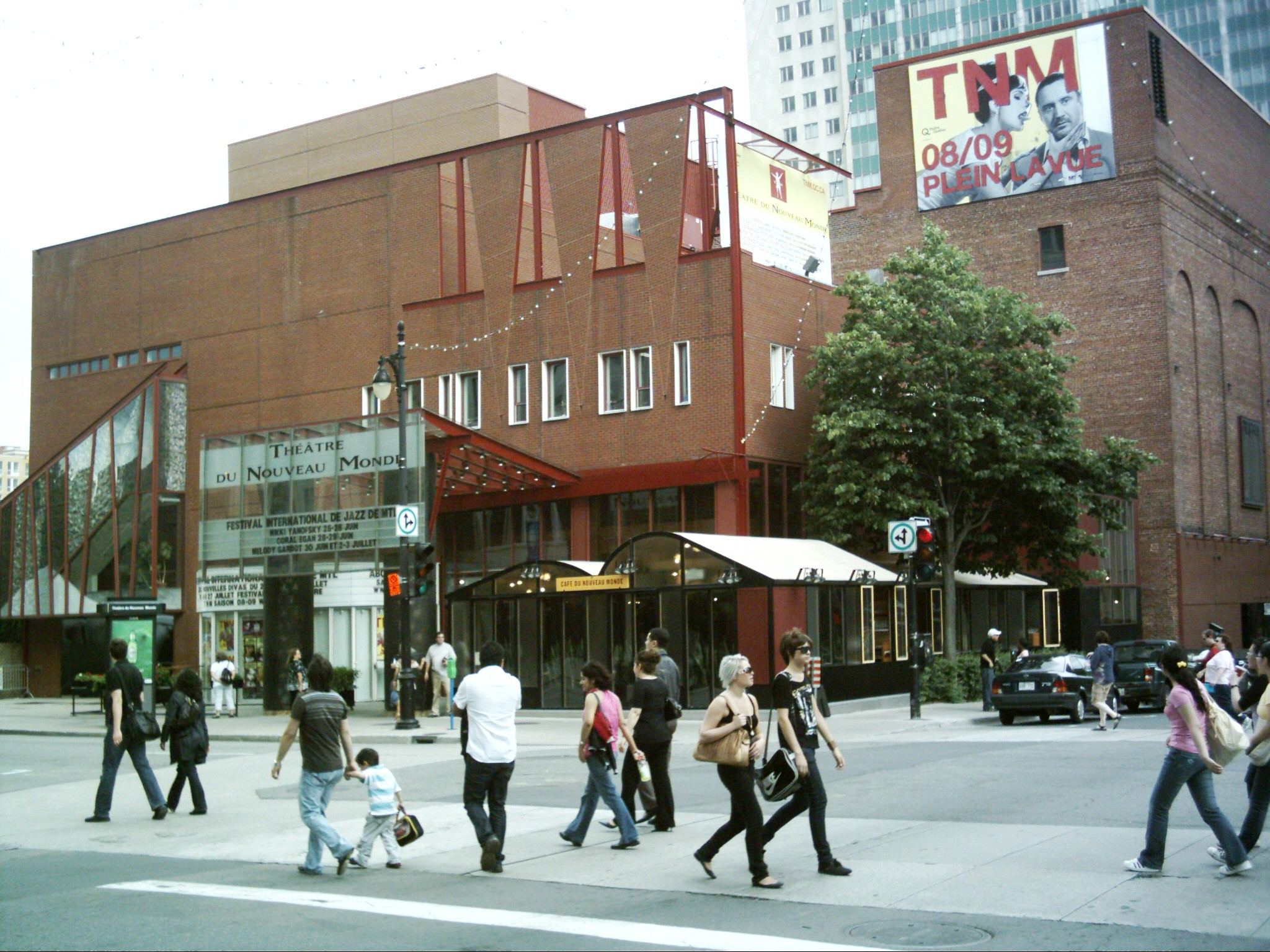
Théâtre du Nouveau Monde

Das Théâtre du Nouveau Monde (TNM; „Theater der Neuen Welt“) ist ein Theater in Montreal. Es befindet sich an der 84, Rue Sainte-Catherine Ouest inmitten des Quartier des Spectacles, in der Nähe des Kulturzentrums Place des Arts.
Die Gründung erfolgte im Jahr 1951 durch eine Gruppe von Theaterschauspielern, darunter Jean Gascon, Georges Groulx und Jean-Louis Roux. Bekannte Regisseure und Schauspieler, beispielsweise Michel Tremblay, Gabriel Charpentier, Monique Mercure und Geneviève Bujold, machten das TNM weitherum bekannt.
Zu Beginn verfügte das Theater noch über kein eigenes Gebäude. Es spielte im Salle du Gesù (bis 1958), im Orpheum (bis 1966) und im Place des Arts. 1972 erwarb das TNM ein Gebäude, das zuvor vom Gayety Theatre und vom Théâtre de la Comédie-Canadienne genutzt worden war, und spielt seither ausschließlich dort. Im Theatersaal finden 846 Zuschauer Platz.